# Ednah Kurgat
Ednah Kurgat (15 de junio de 1991) es una deportista estadounidense que compite en atletismo, especialista en las carreras de fondo. En los Juegos Panamericanos de 2023 obtuvo una medalla de bronce en la prueba de 10 000 m.

## Palmarés internacional
| Juegos Panamericanos | Juegos Panamericanos | Juegos Panamericanos | Juegos Panamericanos |
| Año                  | Lugar                | Medalla              | Prueba               |
| -------------------- | -------------------- | -------------------- | -------------------- |
| 2023                 | Santiago (Chile)     | Medalla de bronce    | 10 000 m             |